# Chrysolina osellai
Chrysolina osellai é uma espécie de artrópode pertencente à família Chrysomelidae.